# Marie-Julie Bonnin
Marie-Julie Bonnin (* 17. Dezember 2001 in Bordeaux) ist eine französische Leichtathletin, die sich auf den Stabhochsprung spezialisiert hat. 2025 konnte sie sich bei den Hallenweltmeisterschaften in Nanjing zur Weltmeisterin krönen.

## Leben
Marie-Julie Bonnin stammt aus Bordeaux. Als Drittklässlerin begann sie bei ihrem heutigen Verein mit dem Stabhochsprung. Seit 2021 wird sie vom ehemaligen französischen Stabhochspringer, Damiel Dossevi, trainiert und studiert nebenbei an der Ecole de Commerce Bordeaux.

## Sportliche Laufbahn
Bonnin bestritt im Jahr 2016 ihre ersten Wettkämpfe auf nationaler Ebene. 2017 gewann sie die Bronzemedaille bei den französischen U18-Meisterschaften. Im Jahr darauf gewann sie Silber und zudem im Mai Bronze bei der Gymnasiade in Marrakesch. Im Finale der nationalen U18-Meisterschaften steigerte sie sich auf übersprungene 4,10 m. 2019 stieg sie in die nächsthöhere Altersklasse auf. Im Sommer gewann sie zunächst bei den französischen U20-Meisterschaften und trat anschließend bei den U20-Europameisterschaften in Schweden an. Dort übersprang sie im Finale zum ersten Mal 4,16 m und konnte damit die Silbermedaille gewinnen. In den folgenden Jahren stagnierte sie zunächst in ihrer Leistungsentwicklung. Dies führte zu mentalen Problemen, weshalb sie zwischenzeitlich komplett auf Sprünge im Training verzichtete. Sie nahm später psychologische Hilfe in Anspruch. Erst der Trainerwechsel zu Damiel Dossevi im Jahr 2021, verhalf ihr dabei sich sportlich weiterzuentwickeln. 2022 übersprang sie im Juni zunächst 4,46 m und schließlich bei den französischen Meisterschaften 4,50 m, wodurch sie den nationalen Vizemeistertitel gewinnen konnte. Damit konnte sie im August bei den Europameisterschaften in München an den Start gehen und damit zum ersten Mal bei internationalen Meisterschaften. Dort erreichte sie das Finale und konnte darin mit 4,55 m nochmals eine neue Bestleistung aufstellen, mit der sie den sechsten Platz belegte. 2023 trat sie im März bei den Halleneuropameisterschaften in Istanbul an, wobei sie dort in der Qualifikation scheiterte. Im Sommer konnte sie bei den U23-Europameisterschaften im finnischen Espoo die Goldmedaille gewinnen. Im August trat sie in Budapest zum ersten Mal bei Leichtathletik-Weltmeisterschaften an, wobei sie in der Qualifikation scheiterte. 2024 belegte sie bei ihrer ersten Olympiateilnahme in ihrer französischen Heimat den elften Platz im Finale.
2025 konnte Bonnin mit übersprungenen 4,70 m die Bronzemedaille bei den Halleneuropameisterschaften in Apeldoorn gewinnen. Nur zwei Wochen später stellte sie im Finale der Hallenweltmeisterschaften in Nanjing mit 4,75 m eine neue Besthöhe auf und konnte sich damit zur Weltmeisterin krönen.

## Wichtige Wettbewerbe
| Jahr                   | Veranstaltung               | Ort                    | Platz                  | Disziplin              | Zeit                   |
| Startet für Frankreich | Startet für Frankreich      | Startet für Frankreich | Startet für Frankreich | Startet für Frankreich | Startet für Frankreich |
| ---------------------- | --------------------------- | ---------------------- | ---------------------- | ---------------------- | ---------------------- |
| 2019                   | U20-Europameisterschaften   | Borås                  | 2.                     | Stabhochsprung         | 4,16 m                 |
| 2022                   | Europameisterschaften       | München                | 6.                     | Stabhochsprung         | 4,55 m                 |
| 2023                   | Halleneuropameisterschaften | Istanbul               | 16.                    | Stabhochsprung         | 4,30 m                 |
| 2023                   | U23-Europameisterschaften   | Espoo                  | 1.                     | Stabhochsprung         | 4,50 m                 |
| 2023                   | Weltmeisterschaften         | Budapest               | 29.                    | Stabhochsprung         | 4,35 m                 |
| 2025                   | Halleneuropameisterschaften | Apeldoorn              | 3.                     | Stabhochsprung         | 4,70 m                 |
| 2025                   | Hallenweltmeisterschaften   | Nanjing                | 1.                     | Stabhochsprung         | 4,75 m                 |

## Persönliche Bestleistungen
Freiluft
- Stabhochsprung: 4,55 m, 17. August 2022, München

Halle
- Stabhochsprung: 4,75 m, 22. März 2025, Nanjing